# مارک دلماس
مارک دلماس (انگلیسی: Marc Delmas; ۲۸ مارس ۱۸۸۵ – ۳۰ نوامبر ۱۹۳۱) آهنگساز، و مربی موسیقی اهل فرانسه بود.
وی همچنین برندهٔ جوایزی همچون جایزه بزرگ رم شده‌است.